# Macrolinus cartereti
Macrolinus cartereti is een keversoort uit de familie Passalidae. De wetenschappelijke naam van de soort is voor het eerst geldig gepubliceerd in 1996 door Boucher.